# كيليرنس كيلي
كليرينس كيلي (بالإنجليزية: Clarence M. Kelley)‏ (24 أكتوبر 1911 - 5 أغسطس 1997) هو الرئيس الثاني لمكتب التحقيقات الفيدرالي الأمريكي.

## التعليم والنشأة
ولد كيلي في مدينة كانساس بولاية ميزوري عام 1911. حصل على درجة البكالريوس في العلوم الانسانية من جامعة كانساس عام 1936. وأكمل تعليمه فحصل في عام 1940 على درجة بكالوريوس القانون من جامعة كانساس، وألتحق في شهر أكتوبر من العام نفسه بمكتب التحقيقات الفيدرالي ليعمل كمحقق.
خدم بسلاح بحرية الولايات المتحدة في الفترة الممتدة من شهر يوليو عام 1944 حتى أبريل 1964 خلال الحرب العالمية الثانية.

## مكتب التحقيقات الفيدرالية
ألتحق كيلي بعد تقاعده من البحرية بمكتب مدينة كانساس التي حصل فيها علي ترقية إلى منصب مشرف ميداني، كما خدم عام 1951 بالمكتب الرئيسي للتحقيقات الفيدرالية في العاصمة واشنطن.

### تعينه كمدير
عينه الرئيس ريتشارد نيكسون كرئيس لمكتب التحقيقات الفيدرالية في 7 يونيه عام 1973 وقام بأداء القسم بتاريخ 9 يوليو من نفس العام ليصبح بذلك أول رئيس لمكتب التحقيقات الفيدرالية بنظام التعيين من قبل الرئيس ثم موافقة مجلس الشيوخ.

## وصلات خارجية
- كيليرنس كيلي على موقع مونزينجر (الألمانية)
- كيليرنس كيلي على موقع إن إن دي بي (الإنجليزية)
- السيرة الذاتية - موقع مكتب التحقيقات الفيدرالي (بالإنجليزية)
- كليرينس كيلي - الصفحة الرئيسية (بالإنجليزية)